# Catedral de Cristo Rey (Reikiavik)
La Catedral de Cristo Rey de Reikiavik o Basílica de Cristo Rey (en islandés: Basilíka Krists konungs) es la catedral católica de toda Islandia. Se ubica en la parte occidental de la ciudad, en la zona conocida como Landakot; por ello es también conocida como la iglesia de Landakot (Landakotskirkja). Fue elevada a basílica menor en 1999 por el papa Juan Pablo II. Está consagrada a Jesucristo y a San Torlak, el santo patrono de Islandia.

## Historia
Los primeros sacerdotes católicos en llegar a Islandia después de la reforma protestante fueron los franceses Bernard Bernard y Jean-Baptiste Baudoin. Compraron la granja de Landakot y se establecieron allí a principios del siglo XIX. En ese lugar levantaron una pequeña capilla en 1864. Pocos años después, se construyó una pequeña iglesia de madera en la calle Túngata, cerca de Landakot. Después de la Primera Guerra Mundial, el número de islandeses católicos había crecido lo suficiente como para pensar en la construcción de un templo de mayor tamaño. Se decidió construir una iglesia neogótica y se encomendó la tarea al arquitecto Guðjón Samúelsson. Tras años de construcción, la iglesia fue finalmente consagrada el 23 de julio de 1929. En su momento, fue la iglesia más grande de Islandia y actualmente es un edificio característico de la parte occidental de Reikiavik. Cerca de ella está la escuela de Landakot (Landakotsskóli), la única escuela católica de Islandia. Recibió la visita del papa Juan Pablo II el 3 de julio de 1989.

## Descripción
Es un edificio neogótico de planta de cruz latina, con transepto y ábside. La única torre forma parte de la fachada principal y en ella se encuentra una sola puerta, con un relieve de cristo en majestad en el tímpano. Es característica la forma cúbica de la torre, que no termina en la clásica aguja gótica.

## Galería de imágenes

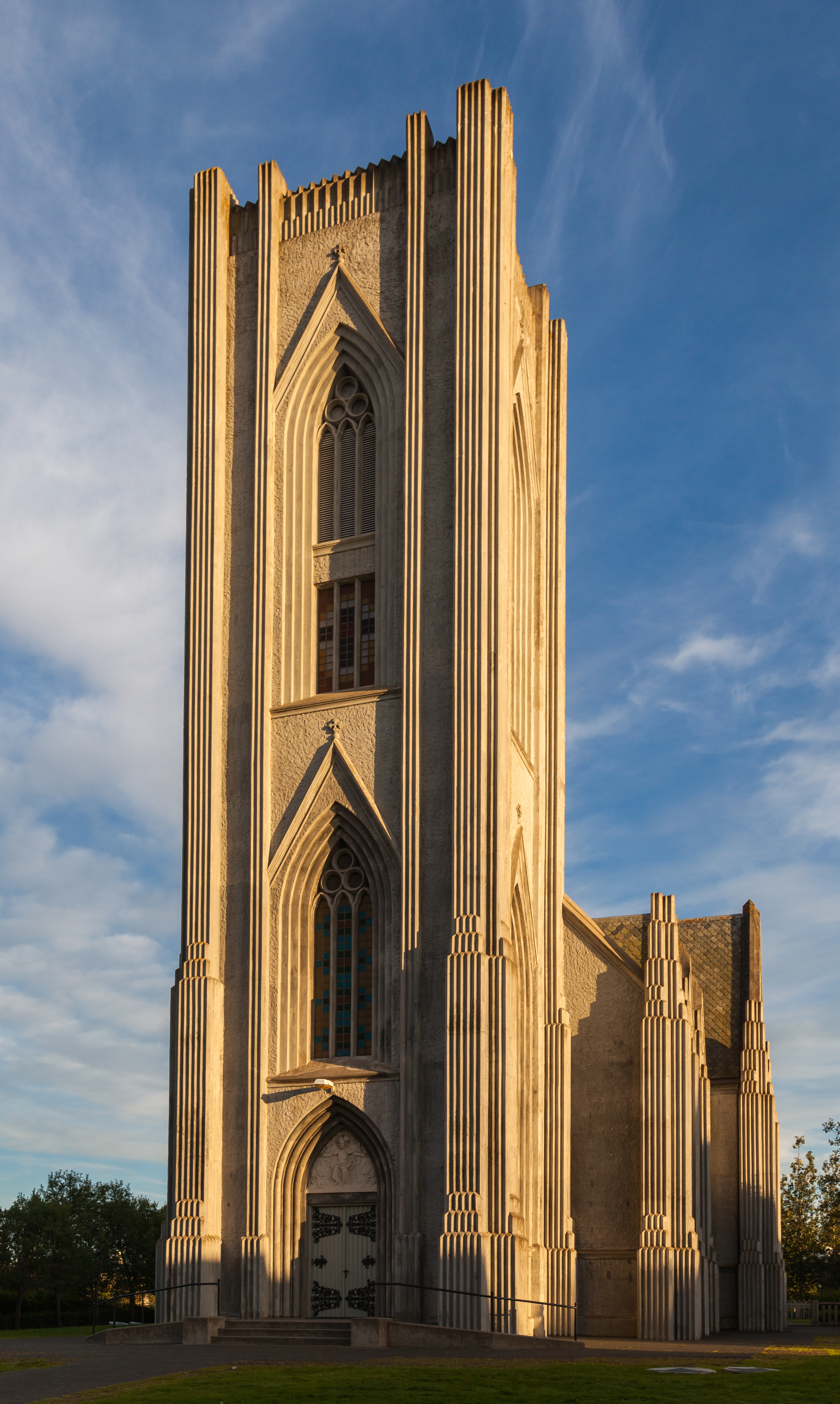
Vista exterior.
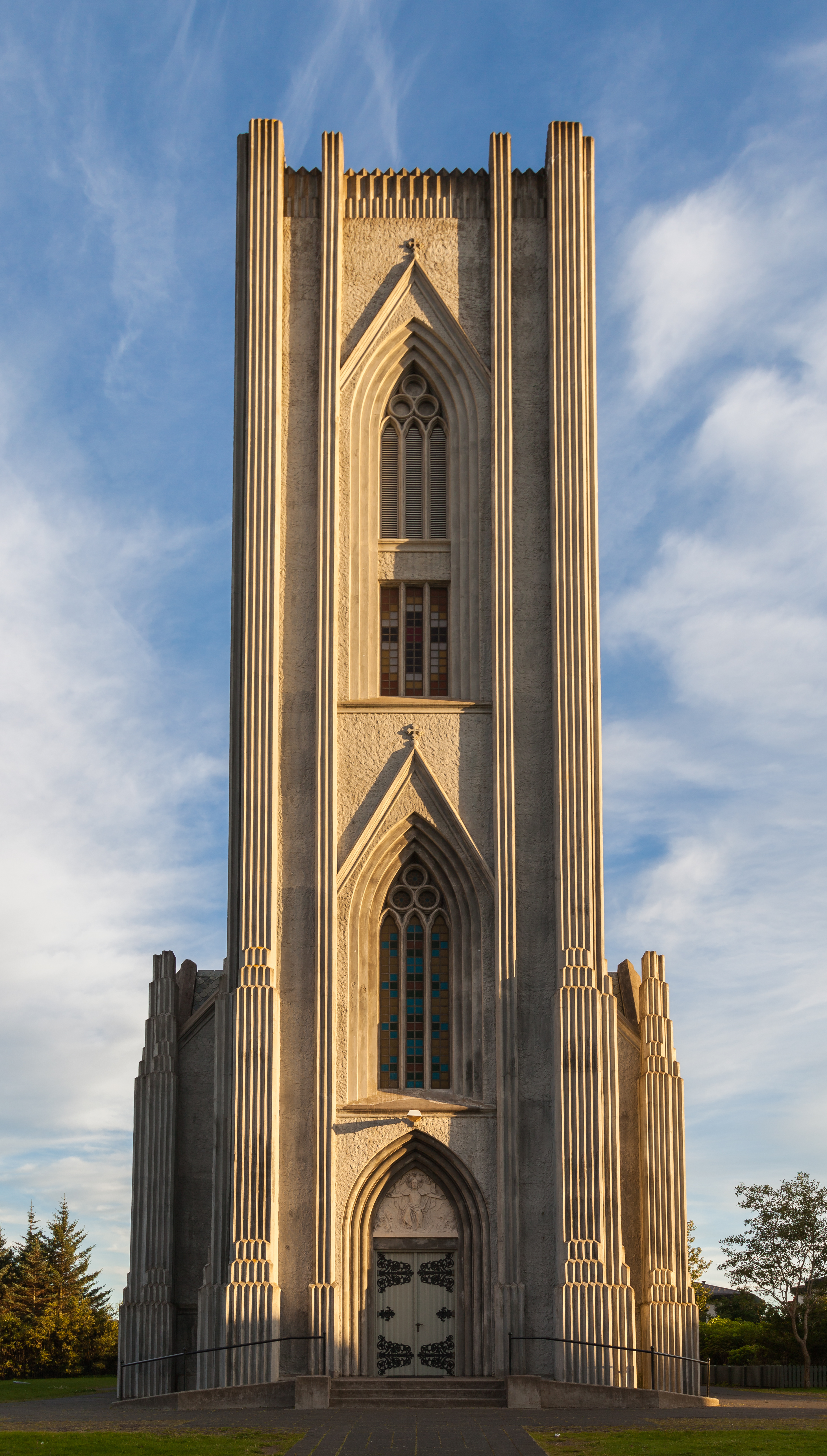
Fachada.
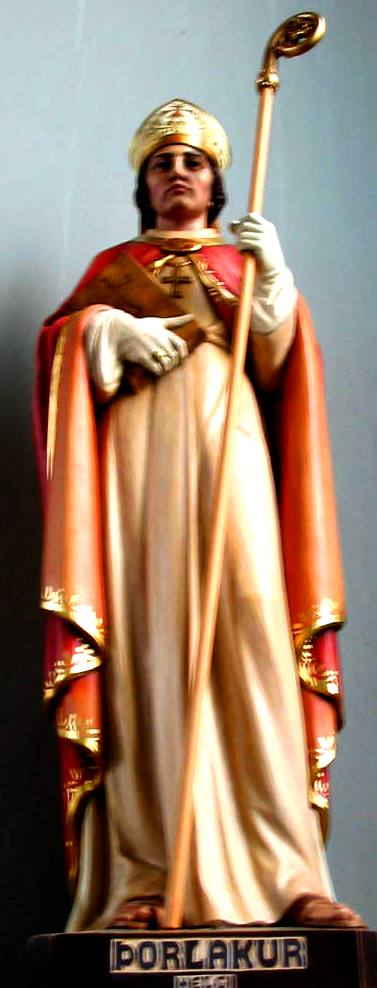
Escultura de San Torlak, santo patrono de Islandia y titular de la catedral conjuntamente con Cristo Rey.
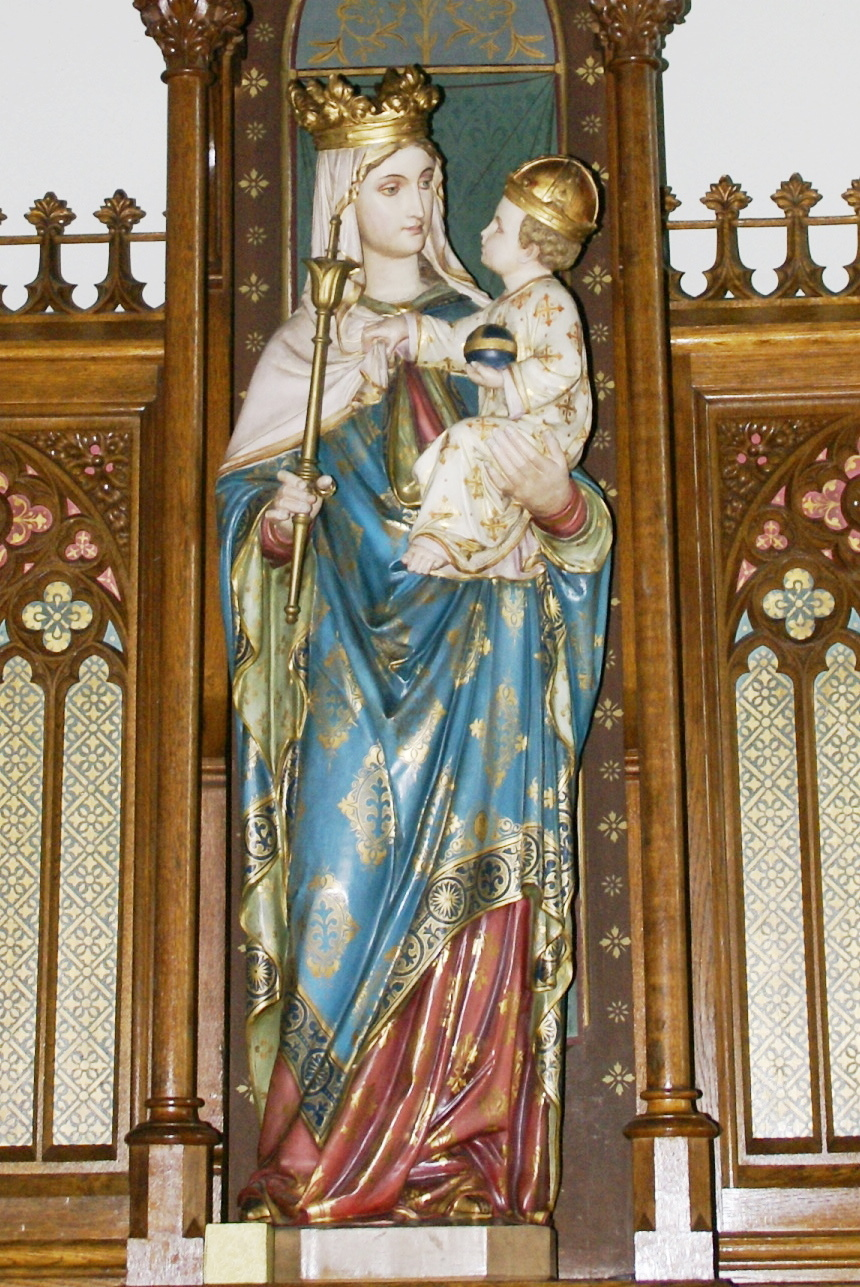
Virgen María con el Niño Jesús en brazos.
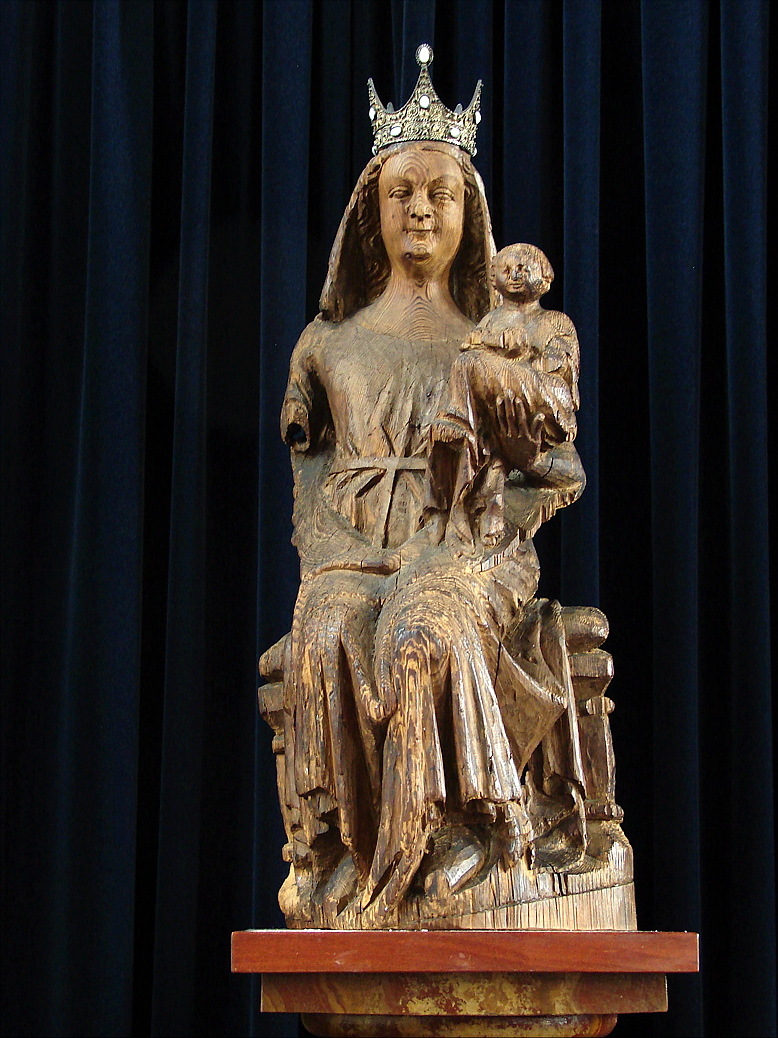
Figura antigua de madera de la Virgen María.

- Datos: Q794242
- Multimedia: Landakotskirkja / Q794242